# Andrijkiwci
Andrijkiwci (ukr. Андрійківці) – wieś na Ukrainie, w obwodzie chmielnickim, w rejonie chmielnickim.